# 鬣鹿
鬣鹿（Rusa timorensis），又稱爪哇水鹿，帝汶鹿，其种加词“timorensis”意为“帝汶的”。是一種原產於印尼和帝汶島的鹿，後來被引進南半球的各種地方。

## 描述
鬣鹿的特點是它們的耳朵很大，眉毛上方的毛髮很少，以及相對於身體大小看起來很大的鹿角。鹿角是七角形的，有三種形狀。雄性比雌性大;頭到尾長142到185厘米（4.66到6.07英尺）不等，尾部長20厘米（7.9英寸）。雄性體重152-160千克，雌性體重約74千克。皮毛呈灰褐色，通常看起來粗糙。與大多數其他鹿種不同，新生的小鹿沒有斑點。

## 分佈
鬣鹿原產於印度尼西亞的爪哇島，巴厘島和帝汶島。它已被引入伊里安查亞，婆羅洲（加里曼丹），小巽他群島，馬魯古群島，蘇拉威西島，波納佩，毛里求斯，斐濟，湯加，薩摩亞，瓦努阿圖，所羅門群島，聖誕島，科科斯群島，瑙魯，澳大利亞，新喀里多尼亞，新西蘭，巴布亞新幾內亞，新不列顛和新愛爾蘭。
鬣鹿的棲息地偏好於開放的干燥和混合落葉林，公園和稀樹草原。

## 生態
鬣鹿主要在清晨和傍晚活動。由於他們敏銳的感官和謹慎的直覺，他們很少在露天看到並且很難接近。
牠們非常善於交際，很少單獨活動，當偵測到危險，雄鹿會發出一聲巨響。這是一個警報提醒附近的其他鹿。
牠們與其他鹿種一樣，主要以草，葉和落果為食。但他們不喝水，從他們的食物中獲取所有必需的水份。
鬣鹿的天敵是爪哇豹，豺，鱷魚，蟒蛇和科莫多巨蜥。牠們是科莫多巨蜥的主要獵物，同時也是科莫多島居民的偷獵對象。
牠們在在7月和8月左右交配，當雄鹿發情時，會大聲尖叫和用鹿角決鬥(通常打鬥後受傷的雄鹿都被科莫多巨蜥所殺)。在春季開始的8個月的妊娠期後，母鹿產下一隻或兩隻小鹿，6-8個月後斷奶，取決於棲息地條件性成熟期為3-5歲，鬣鹿在野外和圈養中可生存15-20年。

## 外部連結
- Hedges, S.; Duckworth, J.W.; Timmins, R.J.; Semiadi, G. & Priyono, A. (2008). "Rusa timorensis". IUCN Red List of Threatened Species. Version 2008. International Union for Conservation of Nature. Retrieved 9 April 2009. Database entry includes a brief justification of why this species is of vulnerabl
- ^Long, JL (2003). Introduced Mammals of the World: Their History, Distribution and Influence. Cabi Publishing. ISBN 9780851997483.